# 미셸 샬
미셸 플로레알 샬(프랑스어: Michel Floréal Chasles, 1793년 12월 31일 ~ 1880년 12월 30일은 프랑스의 수학자이다. 기하학에 기여하였다.

## 생애
1794년 12월 31일 프랑스 외르에루아르주 에페르농에서 태어났다. 에콜 폴리테크니크에서 시메옹 드니 푸아송 아래서 공부하였다. 1814년에 제6차 대프랑스 동맹 전쟁 동안에 프랑스군에 입대하여 참전하였다.
1837년에 사영기하학에 대한 책 《기하학 기법의 기원과 발달에 대한 역사적 연구》(프랑스어: Aperçu historique sur l'origine et le développement des méthodes en géométrie)를 출판하였다. 1841년에 에콜 폴리테크니크 교수가 되었고, 1846년에 파리 대학교 교수가 되었다. 또한, 샬은 주어진 5개의 원뿔 곡선에 대하여 접하는 원뿔 곡선의 수가 3264개라는 것을 증명하였다. (이미 이전에 야코프 슈타이너가 같은 문제를 다루었으나, 슈타이너는 잘못된 답을 제시하였다.) 1865년에 코플리 메달을 수여하였다.
1880년 12월 27일 파리에서 사망하였다.
샬은 에펠탑에 새겨진 72명의 인물 가운에 하나이다. 샬의 이름을 따 소행성 18510 샬이 명명되었다.